# Iopromide
Iopromide là một thuốc cản quang có áp lực thẩm thấu thấp, không ion hóa, được nghiên cứu và phát triển bởi Bayer HealthCare Pharmaceuticals, được dùng để tiêm tĩnh mạch giúp quá trình chẩn đoán bệnh lý dễ dàng và chính xác hơn.
Nó được bán trên thị trường dưới tên Ultravist được sản xuất bởi Bayer Healthcare. Nó thường được sử dụng trong các chẩn đoán X quang các bộ phận trong hệ tiết niệu như thận, niệu quản, bàng quang, Chụp cắt lớp vi tính não (CT) và Chụp cắt lớp vi tính mạch máu phổi (CTPAs).